# Martin Daske

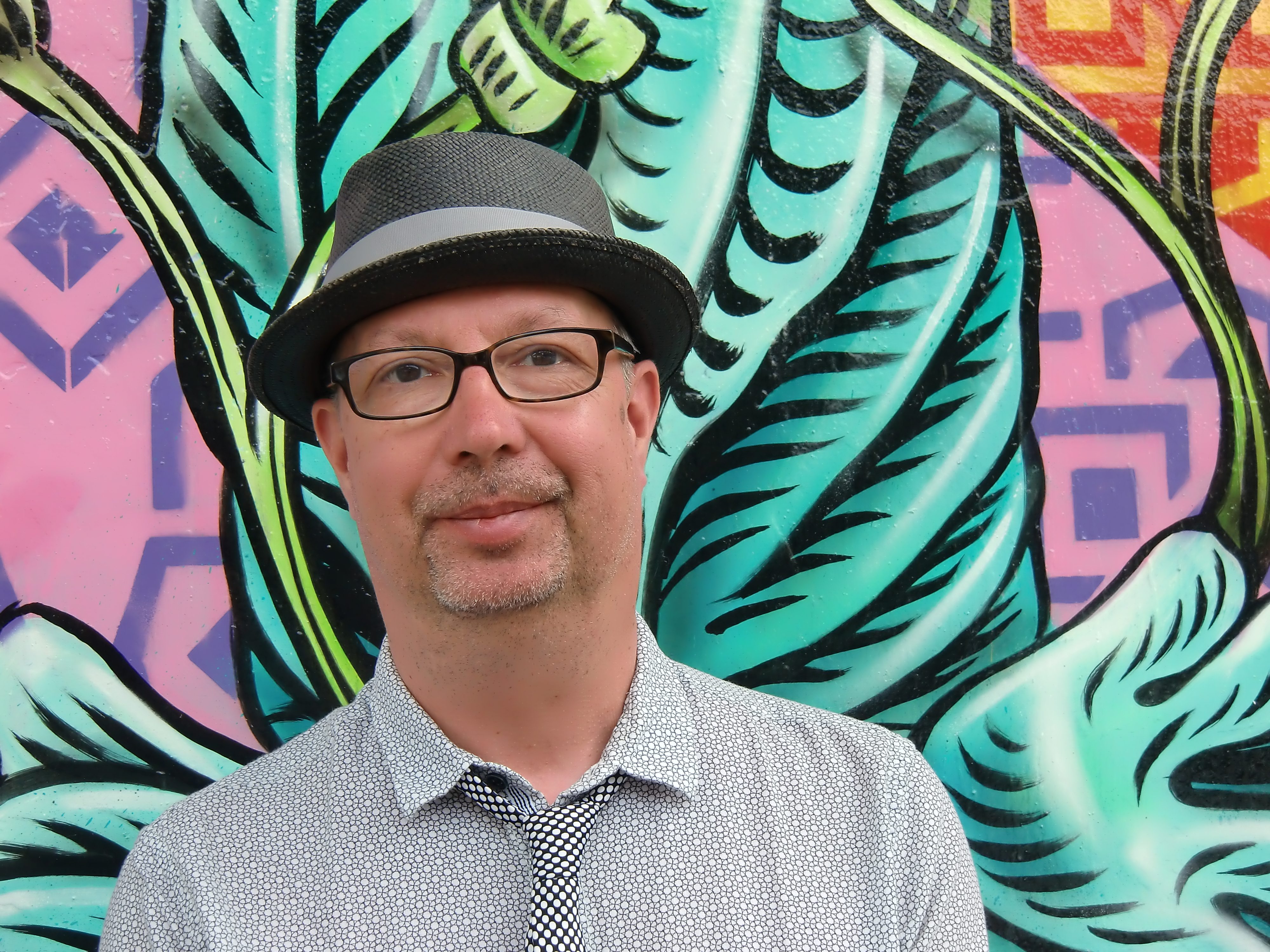
Martin Daske in 2017

Martin Daske (* 1962 in Berlin) ist ein deutscher Komponist, Audiokünstler, Video- und Hörspielmacher.

## Leben
Daske erhielt seine kompositorische Ausbildung in den USA am Dartmouth College bei Christian Wolff, in Kraków und am Mozarteum Salzburg bei Bogusław Schaeffer. Daske entwickelte neben seinem „normalen“ kompositorischen Schaffen (z. B.: „wohin:gegen:wenn“ (2016) für Sänger, Ensemble und Elektronik) zwei Formen dreidimensionaler Notation („Folianten“ und „Notensetzen“). 2002 Gründung des Duos „Die Klangschürfer“ mit dem Sprachkünstler Rainer Rudloff. Autor zahlreicher Hörspiele und anderer Radioarbeiten (z. B.: „Do not leave your baggage unattended“ (218/19), „Operation LiIthos“ (2017)). Klanginstallationen, z. B. „Hanging Sky“ (2020), Kinderhörspiele, Theater- und Filmmusiken (z. B.: „Lunik“ (2006/2007) und „Je voudrais être légère“ (Tanztheater, Marseille 2008/2009)). Seit 1989 ist er einer der beiden Künstlerischen Leiter der Konzertreihe „Unerhörte Musik“ in Berlin. Von 2006 bis 2012 arbeitete er auch als Geschäftsführer der Initiative Neue Musik Berlin. Seit 2009 verstärkt Ausstellungen, z. B. „art forum berlin“, „artefiera bologna“, „art brussels“, „art amsterdam“, „Galerie Mario Mazzoli“, VeniceArtFactory
Daske hat CD-Veröffentlichungen bei Audiom.at (Polen), WERGO, edel-records, dem Hörverlag, der Hörcompany, DAV, Massive Bass (Warner / Chappell) und beim Baumhaus Verlag. Er lebt als freischaffender Komponist, Autor, Regisseur und Produzent in Berlin und Venedig.

## Ehrungen und Preise
- 2021 Arbeitsstipendium des Berliner Senats
- 2020/21 Stipendium des Musikfonds – Neustart Kultur
- 2018 Stipendium der Bundesrepublik Deutschland / Deutsches Studienzentrum Venedig
- 2017 FEM-Ehrennadel des Deutschen Komponistenverbandes an die „Unerhörte Musik“
- 2016 Grand Prix Nova Bukarest, 3. Preis (Bronze) in der Kategorie „Short forms“ für: „Thinking of something I don't know“
- 2016 Kompositionsstipendium des Berliner Senats
- 2016 Deutscher Hörbuchpreis (Bestes Sachhörbuch) für „Deutschland. Erinnerungen einer Nation“ (hr/Hörverlag) – Musik: Martin Daske
- 2015 „selected works“ für „Thinking of something I don't know“ beim Wettbewerb „presque rien“
- 2013 2. Preis in der Kategorie „Radiophone Klangkunst“ im Wettbewerb „Wär' ich ein Ton“, des Vereins Jean Paul 2013 in Kooperation mit der Redaktion Neue Musik/Klangkunst des Hessischen Rundfunks (hr2-kultur)
- 2011 Stipendiat des 16. KOFOMI (Komponistenforum Mittersill)
- 1990 und 1999 Kompositionspreis des Berliner Senats
- Lobende Erwähnung beim Prix Europa 1993 für „Abfahrt“
- 1990 – 93 mehrfach „artist-in-residence“ im ZKM Zentrum für Kunst und Medientechnologie

## Werke (Auswahl)
- „Tinguelytude No. 7“ für Klavier, Cembalo, Clavichord und Elektronik (2019)
- „Tinguelytude No. 6 BS“ (2019) für Flöte, Oboe, Kontrabass, Percussion und Elektronik
- „Tinguelytude No. 5“ für 3 variable Instrumente und optionales Zuspiel – 2019
- „Tinguelytude No. 4“ für Akkordeon und Zuspiel – 2019#
- „Foliant 36“ für Stimme – 2019
- „Foliant 35“ für Kontrabass – 2019
- „Tinguelytude No. 3“ für Bassklarinette, Violoncello, E-Zither und Zuspiel – 2018
- „Tinguelytude No. 2“ für Sopran, Altflöte, Harfe und Zuspiel – 2018
- „Foliant 34“ für 1–4 Blockflöten – 2018
- „Tinguelytude No. 1“ für Klarinette, Akkordeon und Streichquartett – 2017
- „Get It Over - Smoking with the Chinese Man“ für Bariton, 2 Sängerinnen, Violoncello, Klavier und Elektronik -2016
- „wohin:gegen:wenn“ für 4 Sänger, Ensemble und Elektronik – 2016
- „Quarks sind äußerst ungern allein“ – für Orgel und Zuspiel – 2015
- „La pluie. Tombe“ – für Tenorblockflöte, Violoncello und Zuspiel – 2015
- „Foliant 33“ – für Schlagzeug – 2014
- „Why:stop:here“ – für Saxophon, Posaune und Akkordeon – 2013
- „notensetzen XIV - XV“ – für Akkordeon und E-Gitarre – 2013
- „O-berges!“ – für 2 Blechbläsergruppen – 2013
- „Retour“ – für Klavier, Schlagzeug und Elektronik – 2012
- „Notensetzen XI - XIII“ – für Fagott, Viola und Violoncello – 2011
- „Foliant 32“ – für 1–3 Flöten – 2011
- „Black Boxes“ – für Violine, Saxophon und Klavier – 2011
- „Notensetzen XI - XIII“ – für Fagott, Viola und Violoncello – 2011
- „Unwritten“ – für Mehrkanal-Elektronik – 2010
- „Notensetzen V-X“ – für Sextett – 2010
- „Notensetzen IV“ – für Stimme – 2010
- „Notensetzen III“ – für Orgel – 2010
- „Notensetzen II“ – für Knochenflöte und Percussion – 2010
- „Notensetzen I“ – für Klarinette, Akkordeon und Live-Elektronik – 2009
- „Hyaden I-III“ – für Mehrkanal-Elektronik – 2009
- „AquAria“ – für Sopran, Schlagzeug und Elektronik – 2008
- „FlammAria“ – für Sopran, Schlagzeug und Elektronik – 2008
- „Compte ES“ – für Fagottquartett – 2008
- „sans paroles dans sables mouvants“ – für Sextett – 2007
- „CIAria“ – für (spionierende) Sängerin und Elektronik – 2006
- „Klangschaften - 2. Einstein“ – für Cello und Elektronik – 2005
- „in großer angst geschrieben“ (Texte: Unica Zürn) – Kammeropernfassung. UA 2004 Nürnberg (Alexandra Rauh [Choreographie], Beate Terfloth [Farblichtkomposition], Pegnitzschäfer-Klangkonzepte)
- „KulinAria“ – für kochende Sängerin und Elektronik- 2004
- „Unterwärts“ – für Piano solo – 2003
- „KlangSchaften - 1.Joyce“ – für Piano solo – 2002
- „DOUBLE-BASE“ (mit Janne Saksala) – für Kontrabass, Live-Elektronik und Raumsteuerung – 2000/2001
- „readings“ – für Stimme/ZuspielCD und 2 Flöten – 2000
- „Alaskasolos“ – für Kontrabass solo – 1999
- „Zu Backbord ein Kolibri“ – Klarinette u. Kontrabass – 1996
- „tribouret“ – musique acousmatique – 1996
- „tödliches schweigen“ – für Flöte, Violoncello und Klavier – 1995
- „trifluodem“ – für 3 Flöten – 1995
- „Die Bibelschmugglertheorie“ – für 7 Sprecher, Orgel u. 11 Zuspielbänder – 1994
- „mada.nces 1-7“ – für 4 Sprecher u. Elektronik – 1993
- „Steinwind“ – für Flöte u. Zuspielband – 1991
- „Sisaxason'“ – für 4 Saxophone u. Zuspielband – 1992
- „von tönen und bändern 2b“ – für Viola, Violoncello u. Kontrabass – 1990
- „Streichzeug“ – für Streichorchester u. Schlagzeug – 1991
- „nocturelure“ – für Flöte, Oboe, Klarinette u. Fagott – 1990
- „manchmal doch kein bach“ – für Gitarre und Zuspielband – 1989
- „a change of air“ – für Flöte, Violine und Klarinette – 1989
- „folianten 1-27“ – für diverse Instrumente – 1986–1990

## Radio/Film (Auswahl)
- „Hanging Sky“ (2020) für Mehrkanal-Live-Elektronik zur Ausstellung „Pompa“ von Norbert Bisky
- „Do not leave your baggage unattended“ (2018/19) Live-Hörstück und Hörspiel, SWR, ZKM Karlsruhe, UA am 7. November 2018
- „WALLS # Venice“ (2019) art video
- „WALLS # Oaxaca“ (2018) art video
- „Fish and other Birds“ (2018) Radiokunst / WDR 3 / tribord studio
- „Redemption?“ (2017) Mehrkanal-Live-Elektronik / audio art
- „Beyond Tide“ (2017) Mehrkanal-Live-Elektronik / audio art
- „Operation Lithos“ 2017 Hörspiel / Radiokunst WDR 3 / tribord studio
- „Kies und Kiez - der Sound der Gentrifizierung“ 2017 – Feature von Carmen Gräf, Martin Daske und Burkhard Schmid SWR / tribord studio
- „Wenn Wörter versinken“ – Feature von Carmen Gräf und Martin Daske 2016, SWR / tribord studio
- „Thinking of something I don't know“ – Radiokunst / audio art – 2015
- „no sound:scape - for leo zogmayer“ – Radiokunst / audio art – 2015
- „Goldenes Dreieck“ (Radiokunst), 2013, Auftrag von Serotonin für einen interaktiven Audioguide
- „Unwritten“ (Radiokunst), 2013
- „Memoiren eines Echonebels“ (Radiokunst), 2009/2010
- „Polyplay“ (Hörspielmusik), für den WDR, 2008
- „Tupolew 134“ (Hörspielmusik) für den SWR, 2007
- „Lunik“ (Filmmusik), Spielfilm, ca. 90 min., D 2006
- „Der Zahlenteufel“ (Hörspielmusik) für den hr/Hörverlag, 2006
- „no barking at any time“ (Radiokunst), für deutschlandradio berlin, 2005
- „tiere des monats“ 12 × 5 min. Radiokunst, für deutschlandradio berlin, 2004
- „Fangkunst“ – Symphonie aus Fischtönen, WDR 3, 2004
- „in großer angst geschrieben“ (Hörspiel mit einem Text von Unica Zürn) 2003
- „white crocodile beeing drowned by an old-fashioned rattle-snake“ (Radiokunst 5.1) 2003
- „Molch, ein versunkenes Schachspiel betrachtend“ (Radiokunst) 2002
- „Unten schweigt das Radio …“ (Hörstücktrilogie von M.Daske u. Martine Ketelbuters: „nachts minus zwanzig“ (1994), „lisbon revisited“ (2001), „Unruhe“ (2002)) 1984–2002
- „Die Klangschlürfer“ (Hörspiel von M.Daske u. Rainer Rudloff) 2001
- „mit-ihm-zig-hosen“ (Hörstück) 2001
- „Köln HBF“ (Feature von M.Daske u. Irmgard Maenner) 2000
- „Berlin Taxi“ (Filmmusik) 2000
- „mémoires d´un siècle - Teil 2: Totale Zerstörungen“ (Hörstück und Klanginstallation) 1999
- „mémoires d´un siècle - Teil 1: Der verlorene Horizont“ (Hörstück und Klanginstallation) 1998
- „Wenn Du da bist, sieht man nichts“ (Hörstück von M.Daske u. Carine Limbosch) 1997
- „backbord ein kolibri“ (Klanginstallation und Hörstück, Berlin) 1996
- „horizontal radio“ (Klanginstallation) 1995
- „Land des tödlichen Schweigens“ (Hörstück von M.Daske u. Carine Limbosch) 1995
- „Die Bibelschmugglertheorie“ (live-Hörstück im Bremer Dom) für „pro musica nova“, Bremen (1994)
- „Abfahrt“ (Hörstück von M.Daske u. Olf Dziadek) 1991/92
- „mada.nces 1-7“ (Hörstück und Klanginstallation, Metz) 1992
- „… und immer bin ich voller mond.“ (Hörspiel) 1992
- „Der Stein“ (Hörstück) 1991
- „Preußens Arkadien“ (Hörspielmusik) 1989
- „Scheinwürfe“ (Hörstück) 1990
- „Nächster Bahnhof: Phonologischer Garten“ (Hörspiel von M.Daske u. Farah Syed) 1989